# Епархия Симдеги
Епархия Симдеги (лат. Dioecesis Simdegaënsis) — епархия Римско-Католической церкви c центром в городе Симдега, Индия. Епархия Симдеги входит в митрополию Ранчи. Кафедральным собором епархии Симдеги является церковь святой Анны.

## История
28 мая 1993 года Римский папа Иоанн Павел II выпустил буллу Pro Nostro supremi, которой учредил епархию Симдеги, выделив её из архиепархии Ранчи.

## Ординарии епархии
- епископ Joseph Minj (28.05.1993 — 11.02.2008);
- епископ Vincent Barwa (11.02.2008 — по настоящее время).

## Источник
- Annuario Pontificio, Ватикан, 2007
- Булла Pro Nostro supremi  (лат.)